# Dione (Mutter der Aphrodite)

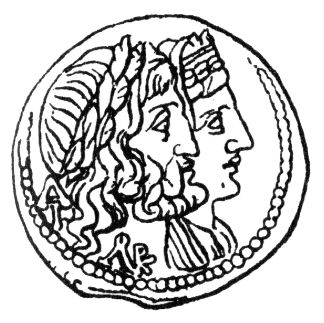
Zeus und Dione auf einer Münze

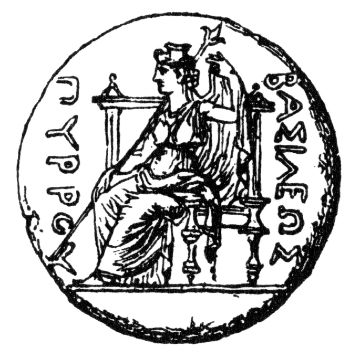
Thronende Dione

Dione (altgriechisch Διώνη Diṓnē, lateinisch auch Diona) ist in der griechischen Mythologie die Mutter der Aphrodite. In der römischen Mythologie wird sie – außer bei Cicero, wo sie die Mutter der „dritten“ Venus ist – mit Venus gleichgesetzt.
Als ihre Eltern gelten Uranos und Gaia, in der Bibliotheke des Apollodor wird sie als eine der Titaniden genannt. Bei Hesiod ist sie eine Okeanide, also eine Tochter des Okeanos und der Tethys, an anderer Stelle bei Apollodor wird sie allerdings unter den Nereiden, den Töchtern des Nereus und der Doris, genannt.
Unabhängig von dieser unklaren Herkunft steht ihre enge Verbindung mit dem Zeus von Dodona. Sie scheint ursprünglich die weibliche Entsprechung des Zeus gewesen zu sein, was schon ihr Name bezeugt: Dem Zeus, dem Gott schlechthin, griechisch Dios (Διός Diós) entspricht die Dione, die „Göttin“. Aber schon in mykenischer Zeit wurde sie durch Hera als Gattin des Zeus verdrängt, falls nicht Dione und Hera überhaupt identisch sind.

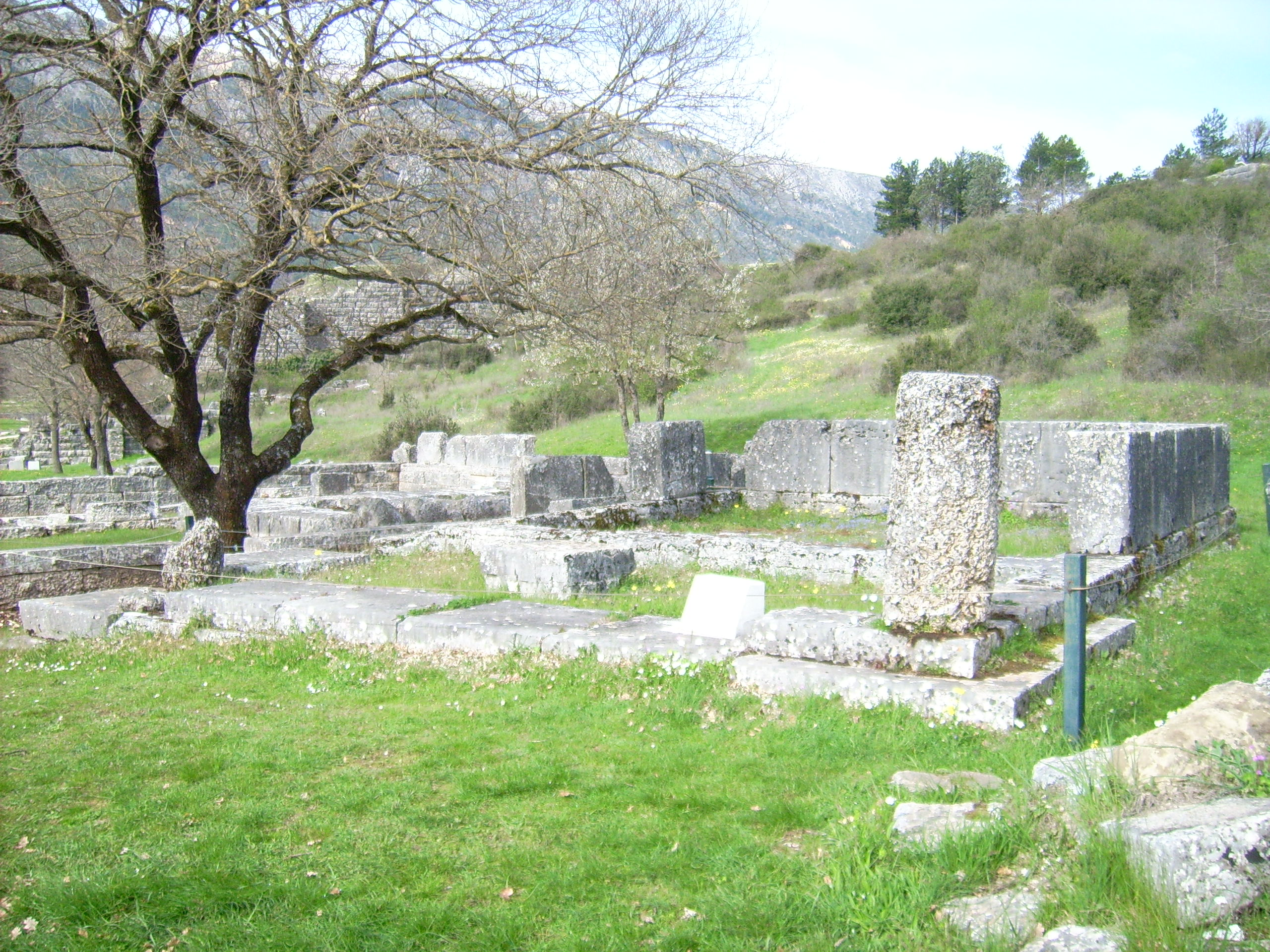
Reste des zweiten Dionetempels in Dodona

Sie wurde in Dodona als eine Orakelgottheit neben Zeus verehrt: drei alte Frauen deuteten dort aus dem Flug von Tauben die Zukunft. Bei der Deutung des Taubenfluges scheinen auch Räucherungen und Rauschtränke im Spiel gewesen zu sein, da Philostratos schreibt:

„Hier die dodonaeischen Priesterinnen in ernstem und feierlichem Aufzug; sie scheinen nämlich nach Rauch- und Trankopfern zu duften.“

Vielleicht handelte es sich bei dem Orakel auch nicht um eine Deutung des Taubenflugs, sondern die drei Tauben waren die drei Priesterinnen der Dione, die „Tauben“ (Peliades) genannt wurden. Dementsprechend wäre dann die „schwarze Taube“ (peleia melaina), von der Herodot in Zusammenhang mit der Gründung des Orakels berichtet, eine (schwarzgekleidete) Priesterin der Dione.
Ob das Orakel der Dione neuer als das des Zeus oder gar älter ist, ist nicht sicher. Wenn es älter sein sollte, dann war die Kultausübung über längere Zeit unterbrochen.
Archäologisch sind in Dodona zwei Tempel belegt, ein älterer und ein zweiter, nach der Zerstörung des Heiligtums 219 v. Chr. an anderer Stelle neu erbauter Tempel, die Zuweisung an Dione ist allerdings nicht gesichert. Hypereides erwähnt jedenfalls einen Tempel und ein Kultbild der Dione in Dodona.
Diones Verbindung zu dem uralten Orakelkult von Dodona wird weiter dadurch bestätigt, dass Pherekydes sie zu den Nymphen von Dodona zählt, die den Dionysos erzogen. Bei Euripides ist sie gar Mutter des Dionysos. Da die Nymphen von Dodona mit den Hyaden in Beziehung gesetzt werden und diese in Verbindung mit den Plejaden, den Töchtern des Atlas, stehen, ergibt sich auch eine mögliche mythologische Verbindung mit Dione, der Tochter des Atlas und Gattin des Tantalos.

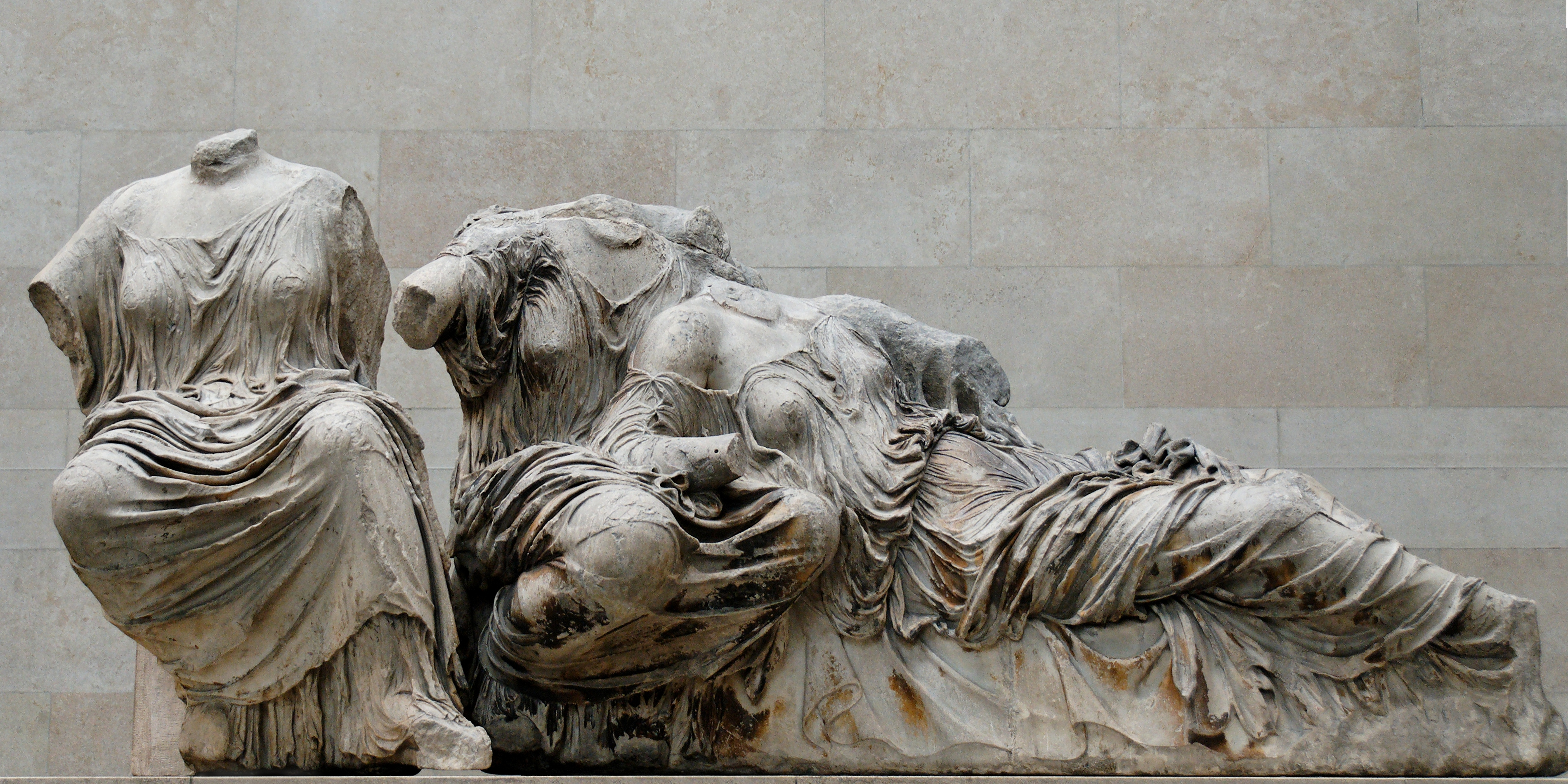
Hestia, Dione und Aphrodite, Ostgiebel des Parthenon, London, British Museum

Bereits bei Homer erscheint Dione als Mutter der Aphrodite. Zu ihr flüchtet sich die in der Schlacht vor Troja von Diomedes verwundete Aphrodite auf den Olymp:
Aber mit Wehmut sank in Dionens Schoß Aphrodite;

Jene ritterlich hielt die göttliche Tochter umarmend,

Streichelte sie mit der Hand, und redete, also beginnend:

Wer misshandelte dich, mein Töchterchen, unter den Göttern

Sonder Scheu, als hättest du öffentlich Frevel verübet?
Diese Szene, bei der Aphrodite hingestreckt im Schoß ihrer Mutter liegt, beide Gestalten von in reichen Falten fallendem Kleidern leicht umhüllt, zeigt vermutlich der Ostgiebel des Parthenon in Athen. Dione tröstet die Tochter mit Beispielen von Fällen, in denen andere Götter Verletzung durch Sterbliche hinnehmen mussten, droht aber abschließend dem Diomedes mit Fluch und glückloser Heimfahrt.
Ebenfalls in Gesellschaft der Aphrodite erscheint Dione in der Darstellung der Gigantomachie im östlichen Drittel des Nordteils des Gigantenfrieses des Pergamonaltars.

## Rezeption
Der Saturnmond Dione und der Asteroid (106) Dione sind nach Dione benannt. 2021 wurde die Opernperformance Dione – All Elements von Scharmien Zandi in Wien uraufgeführt.